# Episodi di Ash vs Evil Dead (terza stagione)
La terza e ultima stagione della serie televisiva Ash vs Evil Dead, composta da 10 episodi, viene trasmessa in prima visione negli Stati Uniti d'America dal 25 febbraio al 29 aprile 2018, sul canale Starz.
In Italia la stagione è andata in onda su Infinity TV dal 26 febbraio 2018 al 30 aprile 2018.
Gli antagonisti principali della stagione sono Ruby, Kaya, il doppelgänger demoniaco di Ash e gli Oscuri.
| nº | Titolo originale    | Titolo italiano        | Prima TV USA     | Pubblicazione Italia |
| -- | ------------------- | ---------------------- | ---------------- | -------------------- |
| 1  | Family              | La famiglia            | 25 febbraio 2018 | 26 febbraio 2018     |
| 2  | Booth Three         | Cabina tre             | 4 marzo 2018     | 5 marzo 2018         |
| 3  | Apparently Dead     | Morto o quasi          | 11 marzo 2018    | 12 marzo 2018        |
| 4  | Unfinished Business | Questioni irrisolte    | 18 marzo 2018    | 19 marzo 2018        |
| 5  | Baby Proof          | A prova di bambino     | 25 marzo 2018    | 26 marzo 2018        |
| 6  | Tales from the Rift | Racconti dalla cripta  | 1º aprile 2018   | 2 aprile 2018        |
| 7  | Twist and Shout     | Si balla               | 8 aprile 2018    | 9 aprile 2018        |
| 8  | Rifting Apart       | Al di là della crepa   | 15 aprile 2018   | 16 aprile 2018       |
| 9  | Judgement Day       | Il giorno del giudizio | 22 aprile 2018   | 23 aprile 2018       |
| 10 | The Mettle of Man   | L'uomo cazzuto         | 29 aprile 2018   | 30 aprile 2018       |

## La famiglia
- Titolo originale: Family
- Diretto da: Mark Beesley
- Scritto da: Mark Verheiden

### Trama
Ash e Pablo hanno aperto un negozio di ferramenta a Elk Grove dove la fama di eroe che Ash ha tra la popolazione locale gli garantisce un costante successo. Una donna trova il Necronomicon e lo porta in un programma televisivo di vendita dell'usato nella speranza di racimolare un po' di soldi, ma quando il conduttore del programma legge le scritture del Necronomicon risveglia il male, poi arriva Ruby che lo uccide e prende il Necronomicon. Candace va da Ash per dirle che la loro figlia, Brandy, è in pericolo. Ash durante una folle notte di cui a stento ricorda, aveva sposato Candace, e a sua insaputa l'aveva messa incinta. Candace gli spiega che il male minaccia sua figlia che ora si trova al liceo di Kenward County, infatti anche Pablo conferma che il male si è risvegliato perché sul suo corpo sono ricomparsi i segni del Necronomicon. Ash, Candace e Pablo vanno al liceo di Kenward County per salvare Brandy e la sua amica Rachel, infatti il male ha preso possesso della mascotte della scuola. Ruby beve il suo stesso sangue dopo averlo usato per bagnare una pagina del Necronomicon, e dal sua ventre inizia a crescere qualcosa. Rachel, posseduta dal male, decapita Candace nel tentativo di uccidere Brandy prontamente salvata da Pablo. Ash uccide Rachel con un'arpa, poi viene aggredito dalla mascotte ma viene salvato da Kelly, appena tornata insieme a un ragazzo di nome Dalton, che appartiene a un ordine che combatte il male, i "Cavalieri di Sumeria", il quale si dimostra eccitato all'idea di conoscere il famoso Ash Williams, ed è desideroso di aiutarlo nella lotta contro il male che si è appena risvegliato.

## Cabina tre
- Titolo originale: Booth Three
- Diretto da: Mark Beesley
- Scritto da: Rob Fresco

### Trama
Dalton, un membro dei Cavalieri di Sumeria (ordine che combatte il male dal XV secolo) spiega a Ash che lui è il profeta, e che i demoni più pericolosi sono coloro che vengono chiamati gli "Oscuri". Dalton vede i simboli del Necronomicon sul corpo di Pablo, ovvero il sumero, e mette in guardia Kelly dicendole che Pablo è pericoloso e che è necessario ucciderlo. Pablo vede una donna nuda, uno spirito che gli è stato mandato dallo zio defunto per metterlo in guardia perché lui è in pericolo di vita. Ruby partorisce la sua nuova prole creata dal Necronimicon, basata su Ash, affinché diventi il profeta oscuro, ma è necessario che Ash e sua figlia muoiano affinché il figlio di Ruby sia l'unico profeta esistente. Non appena Ruby partorisce in auto, la sua prole uccide un malcapitato che si era fermato per aiutare. Ruby si avvicina a Brandy fingendosi una consulente scolastica allo scopo di metterla contro il padre. Ruby manda un paio di demoni a uccidere Ash che si trova alla banca del seme, ma lui seppur con fatica, ha la meglio contro di loro. Ash ha capito che ora la sua priorità è proteggere Brandy.

## Morto o quasi
- Titolo originale: Apparently Dead
- Diretto da: Diego e Andres Meza-Valdes
- Scritto da: Ivan Raimi

### Trama
Durante il funerale di Candace, il male prende possesso del suo corpo e Ash si vede costretto a ucciderla nuovamente, proprio quando Brandy stava facendo l'elogio funebre, e questo peggiora ancora di più la brutta opinione che la ragazza ha del padre. Pablo ha un'alta visione dello spirito femminile che mette in guardia sulla donna demone citando il pugnale Kandariano, quindi Pablo, Kelly e Dalton vanno dove un tempo c'era la casa per trovarlo, ma il male prende possesso di Dalton che cerca di aggredire Kelly, ma Pablo lo investe con l'auto, infine Dalton e Pablo scompaiono. Ruby riporta in vita, come demone, Brock, il quale fa amicizia con sua nipote che lo prende in simpatia, ma Ash uccide il demone Brock di fronte a Brandy e questo non fa altro che aggravare il loro rapporto.

## Questioni irrisolte
- Titolo originale: Unfinished Business
- Diretto da: Daniel Nettheim
- Scritto da: Nicki Paluga

### Trama
Lo spirito di Brock si mette in contatto con Ash rivelandogli che in passato, nel 2012, un membro dei Cavalieri di Sumeria venne da lui nel suo negozio di ferramenta per avvertirlo che il figlio è in pericolo perché seguito dal male, inoltre portava con sé alcune pagine mancanti del Necronomicon, quelle contenenti il segreto per eliminare il male e Ash è la chiave per venire a capo di tutto. Ma dato che Brock non lo prese sul serio, lo uccise accidentalmente buttandolo giù dalle scale della cantina del negozio. Ash torna nella cantina e trova le pagine perdude inoltre il membro dei Cavalieri di Sumeria aveva trascritto sul muro della cantina alcune scritture del Necronimico, ciò vuol dire che Brock non lo aveva ucciso ma che è morto di fame rinchiuso nella cantina. Le scritture sul muro sono un portale per il mondo dei morti, la negromante Kaya, comunica con Ruby tramite il Necronomicon informandola che ora che Ash ha attivato il portale c'è il rischio che gli altri Oscuri ritornino e questo non possono permetterlo. Ruby libera dal male Dalton per interrogarlo, rimanendo sorpresa nell'apprendere che i Cavalieri di Sumeria sono ancora vivi dato che Ruby credeva di averli uccisi tutti. Dalton per non rivelarle troppe informazioni si spara alla testa morendo. Pablo è stato posseduto dal male, e cerca di uccidere Kelly e Brandy, inoltre morde alla gamba Kelly. Le due ragazze si barricano all'interno di una roulotte, inoltre Kelly vede che la gamba che il demone Pablo ha morso è infettata. Ash va a casa di Ruby e trova una ragazza che lei tiene in ostaggio e il bambino demone che Ruby ha concepito sul modello di Ash. 

## A prova di bambino
- Titolo originale: Baby Proof
- Diretto da: Daniel Nettheim
- Scritto da: Luke Kalteaux

### Trama
Ash deve vedersela con il figlio di Ruby che lei ha creato sul modello dello stesso Ash, infatti ha una piccola motosega al posto della mano, come lui. Il piccolo demone uccide la ragazza che Ruby aveva sequestrato, poi prende possesso del suo corpo e combatte contro Ash, ma lui lo sconfigge arrotolandolo sul tappeto, mettendolo nel bagagliaio della sua auto, infatti vuole farlo vedere a Brandy per darle la prova che Ruby è un demone e non una consulente scolastica. Intanto Brandy e Kelly sono ancora dentro la roulote ma il demone Pablo riesce a entrare, Kelly si dà fuoco all'infezione alla gamba causata dal morso del demone Pablo, infatti sono connessi, e pure lui prende fuoco, infine Brandy lo pugnala mortalmente con il pugnale Kandariano. Il corpo di Pablo inizia lentamente a morire, mentre il suo spirito vaga in una terra ultraterrena dove incontra lo spirito di donna e il suo defunto zio, il Brujo. Quest'ultimo gli spiega che la sua fine è ancora lontana perché il suo compito è quello di aiutare Ash a sconfiggere il male, però il suo corpo sta per morire, e l'unico modo per salvarsi è quello di prendere il posto dello zio come nuovo Brujo, affermando che Pablo sarà persino più potente di lui perché è stato contaminato dal male, ma se riuscisse a controllare il potere maligno in lui con la forza del Brujo allora otterrà una forza straordinaria. Lo zio gli fa vedere tre ciotole di sangue, due delle quali contaminate dal male, una sola contiene il sangue dei suoi antenati, e lui con un coltello da cerimonia dove infliggersi un taglio al braccio e mischiare il suo sangue con quello dei suoi antenati solo così diventerà il Brujo. Riconoscendo la ciotola giusta, Pablo completa il rito diventando il Brujo. Kelly e Brandy piangono la morte di Pablo, ma lui si risveglia, infine lui e Kelly esprimono i loro sentimenti reciproci con un romantico bacio. Ash fa vedere alla figlia il bambino demone di Ruby, venendo raggiunti da quest'ultima, ma quando apre il bagagliaio il piccolo sembra inoffensivo, e Ruby coglie l'occasione per mettere ancora Ash in cattiva luce davanti alla figlia, che però decide di credere finalmente a Ash e i due scappano via in auto. 

## Racconti dalla cripta
- Titolo originale: Tales from the Rift
- Diretto da: Regan Hall
- Scritto da: Aaron Lam

### Trama
Il fatto che Ruby abbia fatto sì che il male prendesse possesso di Pablo rischiando di farlo uccidere, è stata la goccia che ha fatto traboccare il vaso per Kelly, stufa di vedere le persone a cui vuole bene vittime della cattiveria di Ruby, quindi va a casa sua per affrontarla mentre il suo figlio demoniaco continua a crescere. Kelly cerca di ucciderla con il pugnale Kandariano, ma dopo una dura battaglia è Ruby a ucciderla con il pugnale. Ash viene raggiunto da altri Cavalieri di Sumeria, guidati da Zoe, che vorrebbero aiutarlo nella lotta al male, quindi Ash li porta nella cantina dove Gary, il Cavaliere di Sumeria che venne a Elk Grove nel 2012, morì. I Cavalieri di Sumeria gli spiegano che Ruby lavora insieme alla negromante Kaya, sigillata nel Necronimicon. Arrivati alla cantina vedono le scritture che Gary aveva fatto sul muro, ovvero il portale per il mondo dei morti dove vennero sigillati gli Oscuri. Mentre Pablo guarda tra la roba di suo zio, con i suoi nuovi poteri percepisce che Ash è nella cantina del negozio di ferramenta e che ha bisogno di lui, quindi lo raggiunge, e decifrando le scritture del muro con i suoi nuovi poteri, apre il portale per il mondo dei morti. Un Cavaliere di Sumeria, Marcus, viene risucchiato nel portale e viene posseduto da un Oscuro dopo esservi uscito, e uccide gli altri Cavalieri di Sumeria, l'unica a salvarsi è Zoe. Alla fine Ash uccide Marcus, mentre Ruby libera Kaya dal Necronomicon vincolando il suo spirito nel corpo di Kelly. Quando Ash va da Brandy incontra Kelly, ignorando che in realtà è posseduta da Kaya, la quale fa buon viso a cattivo gioco consegnando a Ash il pugnale Kandariano.

## Si balla
- Titolo originale: Twist and Shout
- Diretto da: Mark Beesley
- Scritto da: Caitlin Meares

### Trama
Ash e Kelly (ovvero Kaya) accompagnano Brandy al ballo scolastico, dove c'è Ruby, che finge ancora di essere una consulente scolastica. Pablo e Zoe sono ancora nella cantina del negozio di ferramenta, e Pablo dal portale per l'oltretomba vede Kelly, che gli rivela di essere morta. Il figlio demoniaco di Ruby è cresciuto, diventando il sosia perfetto di Ash, che uccide tanti ragazzi al ballo scolastico, così che tutti (compresa Brandy) vedano Ash come un assassino. Ruby si fa "uccidere" da Ash, così Brandy perde ogni fiducia in lui vedendolo solo come un pazzo. Pablo raggiunge la scuola e incontra Kaya nel corpo di Kelly dicendole che è al corrente del suo inganno. Pablo affronta il sosia demoniaco di Ash, davanti a tutti, compresa Brandy, che finalmente capisce che suo padre è innocente, inoltre Ruby si rivela essere ancora viva, e Brandy comprende che lei è un demone. Ash uccide il suo sosia demoniaco, e Ruby, stufa di collezionare solo fallimenti, lancia contro Ash il pugnale Kandariano, ma Brandy fa da scudo a suo padre e muore trafitta dal pugnale tra le braccia di un disperato Ash

## Al di là della crepa
- Titolo originale: Rifting Apart
- Diretto da: Mark Beesley
- Scritto da: Bryan Hill

### Trama
Ash e Pablo vanno nella cantina del negozio di ferramenta dopo aver rubato il corpo di Brandy, infatti Pablo uccide Ash con il pugnale Kandariano così che la sua anima raggiunga Kelly e Brandy nell'oltretomba e tramite il portale le riporterà in vita. Nell'oltretomba Ash incontra Kelly, Brandy e Dalton, mentre vengono raggiunti da un'ombra che risucchia le anime, quindi Dalton attira l'attenzione dell'ombra venendo risucchiato permettendo a Ash, Brandy e Kelly di raggiungere il portale per tornare nel mondo mortale. Pablo è costretto ad affrontare un demone ma riesce a ucciderlo seppur difficilmente. Purtroppo solo Ash e Brandy riescono ad attraversare il portale tornando in vita, Kelly invece è costretta a rimanere nell'oltretomba dato che il suo corpo è ancora occupato dallo spirito di Kaya. Intanto Ruby e Kaya sono preoccupate perché l'arrivo degli Oscuri è alle porte, ma le due donne rapiscono Zoe affermando che con il suo contributo riusciranno a salvarsi.

## Il giorno del giudizio
- Titolo originale: Judgement Day
- Diretto da: Rick Jacobson
- Scritto da: Rick Jacobson

### Trama
Ash va ad affrontare Kaya e Ruby mentre Pablo, nella cantina del negozio di ferramenta, assiste all'arrivo degli Oscuri che sono usciti dal portale per l'oltretomba. Stranamente gli Oscuri non gli fanno del male, inoltre benché il male devasti tutta Elk Grove, lui ne è immune, probabilmente passa inosservato perché in lui c'è già una traccia di energia maligna. Il cellulare di Brandy viene posseduto dal male e le stacca il pollice. Ash va da Ruby e Kaya che hanno deciso di occultare il Necronomicon aggiungendo una nuova pagina dal tessuto epiteriale di Zoe, che viene uccisa da Kaya, ma non serve a nulla, infatti gli Oscuri arrivano e dopo aver liberato il corpo di Kelly dallo spirito di Kaya riportandola nel suo corpo originale, la uccidono, facendo lo stesso anche con Ruby riducendo il suo corpo a uno scheletro in frantumi. Gli Oscuri prendono il Necronomicon, e dalle profondità della terra emerge il gigantesco demone Kandar.

## L'uomo cazzuto
- Titolo originale: The Mettle of Man
- Diretto da: Rick Jacobson
- Scritto da: Rick Jacobson

### Trama
Viene mobilitato l'esercito a Elk Grove, ma non possono nulla contro Kandar, intanto Ash, Brandy e Pablo portano il corpo di Kelly nella cantina nel negozio di ferramenta dove Pablo raggiunge l'oltretomba e lì trova lo spirito di Kelly riportandola in vita. Kelly e Pablo si baciano, ma la situazione diventa critica perché l'esercito vuole lanciare un'arma nucleare su Elk Grove, quindi non c'è tempo da perdere, infatti bisogna eliminare Kandar prima dell'irreparabile. Ash dà il suo addio a Pablo, Kelly e Brandy, poi ruba un carroarmato che viene afferrato da Kandar, ma mentre è sospeso Ash spara un missile contro Kandar, con il pugnale Kandariano attaccano al missile, eliminando il demone, ma il carroarmato con dentro Ash cade violentemente per terra. Ash viene soccorso dai Cavalieri di Sumeria, che lo chiudono in una vasca di ibernazione, Ash si risveglia dopo tanti anni con una mano bionica, ad accoglierlo c'è una donna robot, che gli fa vedere quello che sembra un futuro distopico, dove gli Oscuri sono ancora una minaccia, l'unica cosa che a Ash è rimasta è la sua amata auto dove sono state montate varie armi. Ash è pronto a continuare la sua lotta contro il male e parte insieme alla ragazza robot in cerca di sua figlia.